# 地頭
地頭（じとう）は、鎌倉幕府・室町幕府が荘園・国衙領（公領）を管理支配するために設置した職。地頭職という。守護とともに設置された。
平安時代（平氏政権期以前）には、荘園領主・国司（知行国主）が、所有する荘園・国衙領（公領）を現地で管理し領主へ年貢を納める職（荘官、下司、郡司、郷司、保司）を任命したが、鎌倉時代には源頼朝がその職の任命権を持つこととなり、朝廷も認めた。鎌倉幕府はこれを地頭職と呼ぶこととし、御家人から任命し、領主へは年貢を納めることを保証した。
在地御家人の中から選ばれ、荘園・公領において武力に基づき軍事・警察・徴税権を持つこととなり、御家人の実質的な統治下として認めることとなった。また、江戸時代にも領主のことを地頭と呼んだ。

## 概要
（頼朝花押）

下　　伊勢国波出御厨
　補任　　地頭職事
　　　　　　左兵衛尉惟宗忠久

右、件所者、故出羽守平信兼党類領也。
而信兼依発謀反、令追討畢。仍任先例
為令勤仕公役、所補地頭職也。早為彼職
可致沙汰之状如件。以下。
　　　元暦二年六月十五日
幕府が御家人の所領支配を保証することを本領安堵（ほんりょうあんど）といい、幕府が新たに所領を与えることを新恩給与（しんおんきゅうよ）というが、いずれも地頭職への補任という手段を通じて行われた。地頭職への補任は、所領そのものの支給ではなく、所領の管理・支配の権限を認めることを意味していた。所領を巡る紛争（所務沙汰）の際には、幕府の保証する地頭の地位だけでは必ずしも十分ではない場合もあり、地頭の中には荘園領主・国司から荘官、郡司、郷司、保司として任命される者も少なくなかった。逆に、近衛家家司であった惟宗忠久が、頼朝の推薦を受け島津荘の下司職に就任（元暦2年（1185年）8月17日）した後、同地の惣地頭に任じられた例もある。つまり地頭は、幕府及び荘園領主・国司からの二重支配を受けていたと見ることもできる訳である。実際に、幕府が定めた法典御成敗式目には、荘園領主への年貢未納があった場合には地頭職を解任するといった条文もあった。むしろ、幕府に直属する武士は御家人と地頭の両方の側面を持ち、御家人としての立場は鎌倉殿への奉仕であり、地頭職は、徴税、警察、裁判の責任者として国衙と荘園領主に奉仕する立場であったとする解釈もある。
鎌倉幕府の成立段階では、荘園領主・国司の権力は依然として強く、一方地頭に任命された武士は現地の事情と識字と行政に疎い東国出身者が多かった。このため、独力で遠隔地の荘園の経営に当たれる現地沙汰人を準備し、年貢運搬の準備、荘園領主側との交渉、年貢の決解・算用などの事務的能力（またはそれが出来る人材）を必要とした。伊勢国治田御厨の地頭に補任されながら、現地沙汰人が荘園領主である伊勢神宮と対立して処分された畠山重忠が千葉胤正・里見義成等に対して「現地に良い眼代（代官）が得られないならば、（新恩の）領地を戴くべきではない」と述べている（『吾妻鏡』文治3年10月4日条）。このため、大江広元や一条能保、惟宗忠久など京都出身の官人や家司経験者が戦功とは無関係にその事務能力によって地頭に補任された例も見られる。
しかし、地頭の補任権・解任権は幕府だけが有しており、荘園領主・国司にはその権限がなかった。そのため、地頭はその地位を背景に、勧農の実施などをとおして荘園・公領の管理支配権を徐々に奪っていった。具体的には、地頭は様々な理由をつけては荘園領主・国司への年貢を滞納・横領し、両者間に紛争が生じると、毎年一定額の年貢納入や荘園の管理を請け負う地頭請（じとううけ）を行うようになった。地頭請は、不作の年でも約束額を領主・国司へ納入するといったリスクを負ってはいたが、一定額の年貢の他は自由収入とすることができたため、地頭は無法な重税に因り多大な利益を搾取するケースが多かった。そして、この制度により地頭は荘園・公領を徐々に横領していった。 
それでも荘園領主・国司へ約束額を納入しない地頭がいたため、荘園・公領の領域自体を地頭と領主・国司で折半する中分（ちゅうぶん）が行われることもあった。中分には、両者の談合（和与）で決着する和与中分（わよちゅうぶん）や、荘園・公領に境界を引いて完全に分割する下地中分（したじちゅうぶん）があった。
地頭は、居館（堀内：ほりうち等と称した）の周辺に直営地を保有していた。平安～鎌倉期の慣習では、居館は年貢・公事が免除される土地とされており、それを根拠として、地頭は居館の周辺を免税地として直営するようになった。この直営地は、佃（つくだ）、御作（みつくり）、正作（しょうさく）、門田（かどた）などと呼ばれ、地頭の保有する農奴である下人（げにん）や所従（しょじゅう）、又は小作の荘民に耕作をさせていた。この直営地からの収入は、そのまま地頭の利得となった。
以上のような地頭請・下地中分・直営地の拡大は、地頭が荘園・国衙領の土地支配権（下地進止権）へ侵出していったことを表す。当然、荘園領主は地頭の動きに対抗していたが、全般的に見ると地頭の侵出は加速していった。こうした流れは、地頭による一円知行化へと進み、次第に荘園公領制の解体を推し進めたのである。
地頭は元来、当地という意味を持ち、在地で荘園・公領の管理・治安維持に当たることを任務としていた。多くの地頭は任務地に在住し、在地管理を行っていた。しかし、有力御家人などは、幕府の役職を持ち、将軍へ伺候しなければならず、鎌倉に居住する者が多かった。そうした有力御家人は、自分の親族・家臣を現地へ派遣して在地管理を行わせていた。親族に管理させた場合、御家人（惣領）とその親族（庶子）との間で所領を巡る相論が発生することもあり、親族に地頭職を譲渡するケースもあった。
地頭の在地管理のあり方を見ると、荘園領主と異なる点が見られる。地頭は武士なので、紛争などを暴力的に解決した。著名な紀伊国阿氐河荘（あてがわのしょう）百姓訴状は、百姓が地頭・湯浅宗親の非法のせいで年貢（材木）納入が遅れたことを荘園領主に釈明した文書であるが、宗親が百姓を強引に徴発した様子、抵抗すると「耳を切り、鼻を削ぎ、髪を切って、尼にしてしまうぞ」と脅した様子などがよく記されているが、これは未だ穏便な方で家長を斬捨て妻子を奴隷と成し家財を略奪する事例も多かった。
地頭職は、女性でも補任・相続できた。一例として、源頼朝の父義朝の忠臣で、義朝に最後まで従い、ともに討ち死にした鎌田政清には男子がいなかったが、頼朝はその忠義に報いるため政清の娘に尾張国篠木庄、丹波国田名部庄の地頭職を与えている。（吾妻鏡　建久五年十月二十五日の条）

## 沿革

### 発生
地頭は元々、平安時代から、土地のほとり、すなわち「現地」を意味する語として使用され始めたとする。また、ほとりを「境界」を意味する語と解して土地の境界を確定させる行為が転じて境界を確定・支配する人の意味になったとする説もある。さらに日本の地頭の成立とは直接的には無関係であるものの、中国・唐の安史の乱後（8世紀後期）に実施されていた地税の1つである「地頭銭」と語源を同じくするとする説がある。この説によれば、地頭の“頭”は、本来は“主”と同義であり、地頭とは土地の主すなわち土地神の事を指したが、その土地の開発を希望する者はその地の土地神を祀る事で、土地神から土地を開発する権利を得た。唐では開発者が土地神（地頭）に対する祭祀の為に捧げた銭が地税（地頭銭）へと転化され、日本では土地神（地頭）に対する祭祀を行った人すなわち開発領主が地頭人・地頭と称されるようになったと言うものである。
その後、現地で領地を支配する有力者、又は荘園を現地管理する下司・惣公文などの荘官職、公領を現地管理する郡司、郷司、保司の在庁官人各職を表すようになった。平安末期の平氏政権下では、平氏が所領の現地管理者として家人の武士を地頭に任命した事例がわずかながらも見られたが、その実態や職務はよく判っていない。
平氏政権に対抗して、関東に独自の支配権を確立した源頼朝の武士政権（後の鎌倉幕府）は、傘下の武士（すなわち御家人）を地頭に任命することで、自らの支配権を強めていった。また、御家人の多くは、荘園の荘官、公領の郡司、郷司、保司であり、荘園領主（本所）や国司（特にその筆頭官としての受領）の家人・被官としての地位しか与えられていなかったが、関東を実効支配していた頼朝政権に地頭職を補任されることにより、在地領主としての地位を認められたのである。
ところで頼朝政権は当初、関東の私的な政治・軍事勢力に過ぎなかったが、平氏政権との内戦（治承・寿永の乱）を経るに従い、後白河法皇を中心とする公権力（朝廷）から徐々に東国支配権を認められ、政権の正統性を獲得していった。平氏滅亡後の文治元年（1185年）10月、源義経・源行家が鎌倉に対して挙兵すると、11月に上洛した北条時政の奏請により、義経・行家の追討を目的として諸国に「守護地頭」を設置することが勅許された（文治の勅許）。鎌倉幕府の成立時期にはいくつかの説があるが、守護地頭の任免権は、幕府に託された地方の警察権の行使や、御家人に対する本領安堵、新恩給与を行う意味でも幕府権力の根幹をなすものであり、この申請を認めた文治の勅許は寿永二年十月宣旨と並んで、鎌倉幕府成立の重要な画期として位置づけられることとなった。
一方、九条兼実の日記『玉葉』11月28日条には「守護地頭」の語句がなく、『吾妻鏡』11月28日条の「諸国平均に守護地頭を補任し」は鎌倉時代後期の史料に多く見える文言であることから、石母田正は鎌倉時代後期の一般的な通説に基づく作文ではないかと指摘し、『吾妻鏡』文治2年3月1日条、2日条の「七ヶ国地頭」の記述から「一国地頭職」の概念を提唱した（「鎌倉幕府一国地頭職の成立」『中世の法と国家』東京大学出版会所収、1960年）。この石母田の分析に端を発して、守護・地頭の発生、位置づけについて多くの議論が展開され、現在ではこの時に設置されたのは鎌倉時代に一般的だった大犯三ヶ条を職務とする守護、荘園・公領に設置された地頭ではなく、段別五升の兵粮米の徴収・田地の知行権・国内武士の動員権など強大な権限を持つ「国地頭」であり、守護の前段階とする説が有力となっている（川合康『源平合戦の虚像を剥ぐ』〈講談社選書メチエ〉講談社、1996年）。
頼朝傘下の地頭の公認については当然ながら荘園領主・国司からの反発があり、地頭の設置範囲は平家没官領（平氏の旧所領）・謀叛人所領に限定された。しかし、後白河法皇が建久3年（1192年）に崩御すると朝廷の抵抗は弱まり、地頭の設置範囲は次第に広がっていった。

### 発展
1221年の承久の乱での勝利により、鎌倉幕府は朝廷側の所領約3000箇所を没収した。これらの土地は西日本に所在しており、新しい地頭として多くの御家人が西日本の没収領へ移住していった。これを新補地頭（しんぽじとう）といい、それ以前の地頭は本補地頭（ほんぽじとう）と呼ばれた。しかし、この２つの区別は曖昧になっていった。また、新補地頭の給分を定めた規定を新補率法（しんぽりっぽう）といい、その内容は、
1. 田畠11町当たり1町を、年貢を荘園領主・国司へ納入する必要のない地頭給田畠とする。
2. 田畠1段当たり5升[注釈 2]の米（加徴米）の徴収権を新補地頭へ与える。
3. 山野河海の収益は、地頭と荘園領主・国司が折半する。
4. 地頭の検断により逮捕された犯人の財産の3分の1が、地頭へ与えられる。

というものだった。ただし、土地の慣習・先例がある場合は、新補率法に優先した。なお、後に新補地頭を兼ねた本補地頭が、本補地頭としての給分も新補率法に合わせようとする両様兼帯の問題も生じた。新補地頭として西日本に所領を獲得し、一族郎党が移住した御家人には、安芸の毛利氏・熊谷氏・吉川氏、阿波の小笠原氏、肥前・薩摩の千葉氏、薩摩の渋谷氏などがある。かなり大規模な移住だったため、「日本史上の民族大移動」と評する論者もいる。

### 室町期
鎌倉期の守護は、軍事・警察権の行使が任務であり、経済的権能は付与されていなかった。そのため、在地の地頭が積極的に荘園・国衙領へ侵出することができていた。
しかし、室町期になると、守護に半済や使節遵行の権利が付与され、守護の経済的権能が一気に拡大することとなった。守護は、獲得した経済力を背景に、国内の地頭やその他の武士・名主・有力者層を被官として自らの統制下へ置こうとし、国内への影響力を強めていった。そうなると、鎌倉期以来の地頭の横暴は収束し、従来の地頭は他の武士と同様に国人（こくじん）へと変質していき、守護領国制が成熟する室町中期までに地頭は名実ともに消滅した。

### 江戸時代
江戸期においては、旗本や御家人といった大名に至らない小領主（概ね1万石未満）を意味する語として残る。その他諸藩において地方知行を受ける給人を指す言葉に「地頭」を指すものが存在した。「山形県史ー第3巻ー」によると出羽国米沢藩では給人のことを、給地の農民が「地頭様」と呼称していたとしている。また、上杉重定の側近森利真の権勢を家老らが批判する際に「半国の地頭のよう」と形容している。「泣く子と地頭には勝てぬ」「地頭に法なし」は、この時代に成立した言葉で、この場合の「地頭」とは、このような小領主を指す。
なお、島津氏の支配下の薩摩藩及び日向国の伊東氏飫肥藩支配地域では、役職としての「地頭」の名称が残るが、これは城代の延長であり前時代の「地頭」とは似て非なる物である（以下詳述）。

#### 薩摩藩

##### 歴史
戦国時代、島津氏支配地や肝付氏支配地であった薩摩国や大隅国では「地頭」の名称が残った。戦国期の地頭としては肝付氏支配地の内之浦地頭薬丸兼将や島津忠良の支配地の加世田地頭奈良原長門守の名が「諸郷地頭系図」に登場する。その後江戸時代に薩摩藩となっても存続した。
当初、地頭は現地に移住していた。この勤務形態を「居地頭」といい、郷士とは寄親・寄子の関係であった。寛永年間以降は藩の重役が兼務する事が多くなり、任期中も鹿児島城下に居住した。これを「掛持ち地頭」といい、地頭と郷士は単に中央役人と地方役人の関係となる。幕末に一時的に居地頭が復活した。
明治初期にも本職は残り、長年にわたって都城領主であった都城島津家が、鹿児島市内に移された後、地頭として三島通庸が送られ、不平士族をなだめるのに辣腕を発揮し、廃藩置県までその職を務めた例がみられる。また、明治期の伊集院郷の地頭には郷士が採用された。

##### 概要
役職内容は江戸幕府の関東付近の代官とほぼ同じである。薩摩藩では一門家や一部の一所持の領地である私領と藩主直轄地に分かれるが、地頭は直轄地の方に配属された。江戸幕府の代官との一番の違いは、薩摩藩の大半の郷の地頭は家老から側役（以前近習と呼ばれていた職）までの薩摩藩重役が兼務していた点である。また、上は一所持から下は一代小番（御小姓与や新番が10人扶持級以上の役職についてなったもの）までの城下士が就任した。
郷での実際の行政は上級郷士により運営されていたが、上級郷士で解決できない案件は地頭の裁量となる。また、一部の郷では地頭代が派遣された。なお「掛持ち地頭」の勤務形態になって以降、基本的には地頭は城下に滞在し行政は地元の郷士に任せていたが、藩法上、地頭は就任から4年～5年以内に1回目の現地視察を義務づけられていた。また藩重役には私領主も就任していたので、例えば吉利（現在の日置市日吉町吉利）領主小松清猷が清水郷（現在の霧島市国分清水町他）地頭職に就任したように、私領主が地頭を兼任することもあった。ただし、居地頭制が存続した長島郷や甑島郷の地頭は他職との兼職ではなく「無役之移地頭」と呼ばれ、席次は船奉行と物頭の間に置かれた。
「三州御治世要覧」によると、小姓与格や新番格の武士が地頭に就任すると、家格を「代々小番」に昇格させることができる特権があった。通常、小姓与格や新番格の武士が10人扶持以上の役職に就任すると「一代小番」に昇格することが出来たがこれは本人一代限りの昇格であり、子孫は元来の家格のままであった。更に、世襲の代々小番に昇格するには側役以上の役職に就くか、三代続けて10人扶持以上の職に就く必要があった。しかし、地頭を兼務すると一代で代々小番に昇格できた。
また、後任の地頭が決まらない地は「明所」と呼ばれ、大番頭職の管理下に置かれた。ただし、出水郷や志布志郷、伊集院郷といった重要な郷に関しては明所とせずに他の郷の地頭が兼任した。例えば島津久風は加世田郷地頭時代に二度出水郷地頭を兼務している。なお、この場合、島津久風は『加世田郷地頭兼出水郷地頭』ではなく、『加世田郷地頭及び出水郷預かり（『差引』と表記される場合も）』となる。

#### 飫肥藩
日向伊東氏が藩主である飫肥藩においても、城代の延長として地頭職の名称が残った。とくに重要な地頭職は清武地頭であり、飫肥藩東北の要である清武における藩主代理ともいえる職であった。飫肥藩分限帳では、清武地頭の他に、酒谷地頭や北河内地頭、油津地頭、大堂津地頭などが散見できる。なお、地頭は薩摩藩同様に城下士より任命され、清武地頭は馬廻から出たが、その他の地頭は中士である中小姓や下士である徒士からも出た。『西南記伝』によると、飫肥藩の地頭はのちに酉長に改称したとしている。
当初、清武地頭は宝永2年（1705年）から正徳3年（1713年）まで伊東織部祐全が就任した以外はほとんど河崎氏が就任していたが、享保9年（1724年）5月に長倉善左衛門が就任して以後は河崎氏以外が就任した。
酒谷地頭としては、西南戦争で飫肥隊一番隊小隊長となった佐土原藤吾などが知られる。